# Эстония на «Евровидении-2020»
Эстония планировала участвовать на конкурсе песни Евровидение 2020 в Роттердаме, Нидерланды. Но из-за пандемии COVID-19 конкурс был отменён.
Эстонская общественная телерадиовещательная корпорация организовало Eesti Laul 2020, национальный отбор на конкурс песни Евровидение 2020 в Роттердаме, Нидерланды. Победу одержал Уку Сувисте с песней «What Love Is» («Что такое любовь»).

## Национальный отбор
Eesti Laul 2020 стал 12-м национальным отбором, в данном случае на конкурс песни Евровидение 2020. Он состоял из двух полуфиналов, которые состоялись 13 и 15 февраля 2020 года соответственно, и финала, который состоялся 29 февраля 2020 года. В финал вошли лучшие 10 песен из двух полуфиналов. Весь отбор вещался ETV и онлайн на сайте err.ee.

### Формат
Формат национального отбора состоит из двух полуфиналов и финала. Полуфиналы состоялись 13 и 15 февраля 2020 года соответственно, а финал — 29 февраля 2020 года. В каждом полуфинале участвуют по 12 песен, и лишь те, которые вошли в шестёрку сильнейших в обоих полуфиналах, прошли в финал. В награду победителю национального отбора, который представил Эстонию на конкурсе песни Евровидение 2018, присуждался денежный приз в размере €3,000. Эстонские авторы песен, соцсети и артисты, занявшие первые три места, также награждаются денежными призами по €1,000.

### Участники
1 сентября 2019 года Эстонская общественная телерадиовещательная корпорация открыла приём заявок артистов и композиторов и их записей песен до 6 ноября 2019 года. Все артисты и композиторы должны были иметь эстонское гражданство или быть резидентами Эстонии, и каждый артист и автор песен мог в состоянии представить только максимум три заявки, за исключением авторов песен, участвовавших в песенных лагерях, организованных Эстонской академией песни весной и осенью 2016 года. Иностранное сотрудничество было разрешено до тех пор, пока 50 % авторов песен были эстонцами. За песни, представленные на конкурсе, взимался гонорар, €25 за песню на эстонском языке и €50 за песню на английском и (или) на других языках. Всего было 178 добровольцев. Жюри из 12 членов отобрали лучших 24 артиста с их песнями, которые были объявлены на развлекательной программе Ringvaade 13 и 14 ноября 2018 года. В жюри вошли Андрес Пуусепп, Ану Варуск, Биргит Саррап, Даниэль Леви, Инес, Хендрик Саль Саллер, Юри Макаров, Каупо Карельсон, Лаури Херманн, Мадис Аесма, Майкен, Ове Петерсель, Стен Теппан и Вайдо Паннель.
Из всех участников национального отбора были Лаура, представившая Эстонию на конкурсе песни Евровидение 2005 (в составе группы Suntribe) и на конкурсе песни Евровидение 2017 (дуэтом с Койтом Тооме) и Стиг Ряста (в составе группы Traffic), представивший Эстонию на конкурсе песни Евровидение 2015 (дуэтом с Элиной Борн). Песню для группы Little Mess написала Таня, представившая Эстонию на конкурсе песни Евровидение 2014, а песню для группы Traffic написал Виктор Крон, представивший Эстонию на конкурсе песни Евровидение 2019.
| Артист                      | Песня                    | Язык       | Перевод                    | Композитор(ы)                                                            |
| --------------------------- | ------------------------ | ---------- | -------------------------- | ------------------------------------------------------------------------ |
| Anett x Fredi               | «Write About Me»         | Английский | «Напиши обо мне»           | Frederik Küüts, Anett Kulbin                                             |
| Egert Milder                | «Georgia (On My Mind)»   | Английский | «Грузия (У меня на уме)»   | Kaspar Kalluste, Matteo Capreoli, Egert Milder                           |
| German & Violina            | «Heart Winder»           | Английский | «Заводчик сердец»          | Timo Vendt, Ebbe Ravn, Carine-Jessica Kostla, Liis-Marii Vendt           |
| INGA                        | «Right Time»             | Английский | «Как раз вовремя»          | Peter Põder, Allan Kasuk, Raul Krebs, Inga Tislar                        |
| Inger                       | «Only Dream»             | Английский | «Только мечтать»           | Inger Fridolin, Karl-Ander Reismann                                      |
| Jaagup Tuisk                | «Beautiful Lie»          | Английский | «Красивая ложь»            | Jaagup Tuisk                                                             |
| Janet                       | «Hingelind»              | Эстонский  | «Птица души»               | Marek Rosenberg, Lauri Lembinen, Kadri Lepik, Janet Vavilov              |
| Jennifer Cohen              | «Ping Pong»              | Английский | «Пинг-понг»                | Jennifer Cohen, Luisa Lõhmus                                             |
| Kruuv                       | «Leelo»                  | Эстонский  | «Леэло»                    | Allan Kasuk                                                              |
| Лаура                       | «Break Me»               | Английский | «Сломай меня»              | Janne Hyöty, Jessica Hyöty, Laura Põldvere                               |
| Little Mess                 | «Without a Reason»       | Английский | «Без причины»              | Ebbe Ravn, Timo Vendt, Mihkel Mattisen, Татьяна Михайлова-Саар           |
| Mariliis Jõgeva             | «Unistustes»             | Эстонский  | «Во сне»                   | Mariliis Jõgeva, Oliver Mazurtšak                                        |
| Merilin Mälk                | «Miljon sammu»           | Эстонский  | «Миллион шагов»            | Jonas Olsson, Neea Jokinen, Jana Hallas, Merilin Mälk                    |
| Расмус Ряндвее              | «Young»                  | Английский | «Молодой»                  | Karl-Ander Reismann, Rasmus Rändvee                                      |
| Renate                      | «Videomäng»              | Эстонский  | «Видеоигра»                | Renate Saluste                                                           |
| Revals                      | «Kirjutan romaani»       | Эстонский  | «Я пишу роман»             | Jaanus Saago                                                             |
| SHIRA                       | «Out in Space»           | Английский | «В космосе»                | Marika Rodionova, Karl-Ander Reismann                                    |
| Stefan                      | «By My Side»             | Английский | «Рядом со мной»            | Karl-Ander Reismann, Стефан Айрапетян                                    |
| Synne Valtri feat. Väliharf | «Majakad»                | Эстонский  | «Маяки»                    | Synne Valtri, Jaanus Viskar, Toomas Laur, Gert Gregor Källo, Аапо Ильвес |
| Traffic                     | «Üks kord veel»          | Эстонский  | «Ещё раз»                  | Виктор Крон, Fred Krieger, Vallo Kikas, Стиг Ряста                       |
| Уку Сувисте                 | «What Love Is»           | Английский | «Что такое любовь»         | Уку Сувисте, Sharon Vaughn                                               |
| Уудо Сепп                   | «I’m Sorry. I Messed Up» | Английский | «Извините. Я всё испортил» | Andrei Zevakin                                                           |
| Viinerid                    | «Kapa Kohi-LA»           | Эстонский  | «Капа Кохи-Лей»            | Peter Põder, Hardo Hansar, Oliver Saare, Martti Kask                     |
| Ziggy Wild                  | «Lean on Me»             | Английский | «Обопрись на меня»         | Laura Prits, Valdur Viiklepp, Sander Nõmmistu, Henri-Hannes Sell         |

### 1-й полуфинал
1-й полуфинал состоялся 13 февраля 2020 года в спортивном зале Тартуского университета в Тарту, провели его Карл-Эрик Таукар и Тынис Ниинеметс. Из 12 песен в финал прошли песни, вошедшие в шестёрку сильнейших. Всего от жюри и телезрителей было получено 12,421 голосов в 1-м раунде и 5,452 во 2-м раунде. В дополнение в интервал-акте выступали Инес, представившая Эстонию на конкурсе песни Евровидение 2000 и группа 5MIINUST.
Шаблон:Legend-inline
Шаблон:Legend-inline
| 1-й полуфинал — 13 февраля 2020 | 1-й полуфинал — 13 февраля 2020 | 1-й полуфинал — 13 февраля 2020 | 1-й полуфинал — 13 февраля 2020 | 1-й полуфинал — 13 февраля 2020 | 1-й полуфинал — 13 февраля 2020 | 1-й полуфинал — 13 февраля 2020 | 1-й полуфинал — 13 февраля 2020 | 1-й полуфинал — 13 февраля 2020 | 1-й полуфинал — 13 февраля 2020 | 1-й полуфинал — 13 февраля 2020 | 1-й полуфинал — 13 февраля 2020 | 1-й полуфинал — 13 февраля 2020 |
| Номер                           | Артист                          | Песня                           | Язык                            | Перевод                         | 1-й раунд                       | 1-й раунд                       | 1-й раунд                       | 1-й раунд                       | 1-й раунд                       | 1-й раунд                       | 2-й перевод                     | 2-й перевод                     |
| Номер                           | Артист                          | Песня                           | Язык                            | Перевод                         | Жюри                            | Жюри                            | Телеголосование                 | Телеголосование                 | Всего                           | Место                           | Телеголосование                 | Место                           |
| ------------------------------- | ------------------------------- | ------------------------------- | ------------------------------- | ------------------------------- | ------------------------------- | ------------------------------- | ------------------------------- | ------------------------------- | ------------------------------- | ------------------------------- | ------------------------------- | ------------------------------- |
| 1                               | Расмус Ряндвее                  | «Young»                         | Английский                      | «Молодой»                       | 66                              | 7                               | 1187                            | 6                               | 13                              | 4                               | —                               | —                               |
| 2                               | Kruuv                           | «Leelo»                         | Эстонский                       | «Леэло»                         | 27                              | 3                               | 495                             | 0                               | 3                               | 11                              | 398                             | 8                               |
| 3                               | Stefan                          | «By My Side»                    | Английский                      | «Рядом со мной»                 | 72                              | 8                               | 1036                            | 5                               | 13                              | 5                               | 2034                            | 1                               |
| 4                               | INGA                            | «Right Time»                    | Английский                      | «Как раз вовремя»               | 59                              | 6                               | 661                             | 1                               | 7                               | 9                               | 538                             | 4                               |
| 5                               | Anett x Fredi                   | «Write About Me»                | Английский                      | «Напиши обо мне»                | 81                              | 12                              | 1238                            | 7                               | 19                              | 1                               | —                               | —                               |
| 6                               | Revals                          | «Kirjutan romaani»              | Эстонский                       | «Я пишу роман»                  | 46                              | 5                               | 734                             | 2                               | 7                               | 8                               | 446                             | 5                               |
| 7                               | Renate                          | «Videomäng»                     | Эстонский                       | «Видеоигра»                     | 0                               | 0                               | 964                             | 4                               | 4                               | 10                              | 599                             | 3                               |
| 8                               | Лаура                           | «Break Me»                      | Английский                      | «Сломай меня»                   | 44                              | 4                               | 915                             | 3                               | 7                               | 7                               | 610                             | 2                               |
| 9                               | Little Mess                     | «Without a Reason»              | Английский                      | «Без причины»                   | 12                              | 0                               | 1412                            | 10                              | 10                              | 6                               | 404                             | 7                               |
| 10                              | Egert Milder                    | «Georgia (On My Mind)»          | Английский                      | «Грузия (У меня на уме)»        | 73                              | 10                              | 1317                            | 8                               | 18                              | 2                               | —                               | —                               |
| 11                              | Jennifer Cohen                  | «Ping Pong»                     | Английский                      | «Пинг-понг»                     | 15                              | 1                               | 601                             | 0                               | 1                               | 12                              | 423                             | 6                               |
| 12                              | Synne Valtri feat. Väliharf     | «Majakad»                       | Эстонский                       | «Маяки»                         | 27                              | 2                               | 1861                            | 12                              | 14                              | 3                               | —                               | —                               |

### 2-й полуфинал
2-й полуфинал состоялся 15 февраля 2020 года в спортивном зале Тартуского университета в Тарту, провели его Карл-Эрик Таукар и Тынис Ниинеметс. Из 12 песен в финал прошли песни, вошедшие в шестёрку сильнейших. Всего от жюри и телезрителей было получено 20,011 голосов в 1-м раунде и 9,477 во 2-м раунде. В дополнение в интервал-акте выступала группа Black Velvet.
Шаблон:Legend-inline
Шаблон:Legend-inline
| 2-й полуфинал — 15 февраля 2020 | 2-й полуфинал — 15 февраля 2020 | 2-й полуфинал — 15 февраля 2020 | 2-й полуфинал — 15 февраля 2020 | 2-й полуфинал — 15 февраля 2020 | 2-й полуфинал — 15 февраля 2020 | 2-й полуфинал — 15 февраля 2020 | 2-й полуфинал — 15 февраля 2020 | 2-й полуфинал — 15 февраля 2020 | 2-й полуфинал — 15 февраля 2020 | 2-й полуфинал — 15 февраля 2020 | 2-й полуфинал — 15 февраля 2020 | 2-й полуфинал — 15 февраля 2020 |
| Номер                           | Артист                          | Песня                           | Язык                            | Перевод                         | 1-й раунд                       | 1-й раунд                       | 1-й раунд                       | 1-й раунд                       | 1-й раунд                       | 1-й раунд                       | 2-й перевод                     | 2-й перевод                     |
| Номер                           | Артист                          | Песня                           | Язык                            | Перевод                         | Жюри                            | Жюри                            | Телеголосование                 | Телеголосование                 | Всего                           | Место                           | Телеголосование                 | Место                           |
| ------------------------------- | ------------------------------- | ------------------------------- | ------------------------------- | ------------------------------- | ------------------------------- | ------------------------------- | ------------------------------- | ------------------------------- | ------------------------------- | ------------------------------- | ------------------------------- | ------------------------------- |
| 1                               | Viinerid                        | «Kapa Kohi-LA»                  | Эстонский                       | «Капа Кохи-Лей»                 | 8                               | 0                               | 1307                            | 4                               | 4                               | 10                              | 1710                            | 3                               |
| 2                               | Janet                           | «Hingelind»                     | Эстонский                       | «Птица души»                    | 4                               | 0                               | 456                             | 0                               | 0                               | 12                              | 188                             | 8                               |
| 3                               | Уку Сувисте                     | «What Love Is»                  | Английский                      | «Что такое любовь»              | 52                              | 6                               | 5570                            | 12                              | 18                              | 2                               | —                               | —                               |
| 4                               | Inger                           | «Only Dream»                    | Английский                      | «Только мечтать»                | 57                              | 8                               | 1967                            | 7                               | 15                              | 4                               | —                               | —                               |
| 5                               | Merilin Mälk                    | «Miljon sammu»                  | Эстонский                       | «Миллион шагов»                 | 20                              | 2                               | 1021                            | 3                               | 5                               | 9                               | 1244                            | 4                               |
| 6                               | German & Violina                | «Heart Winder»                  | Английский                      | «Заводчик сердец»               | 15                              | 1                               | 623                             | 0                               | 1                               | 11                              | 1214                            | 5                               |
| 7                               | Jaagup Tuisk                    | «Beautiful Lie»                 | Английский                      | «Красивая ложь»                 | 108                             | 12                              | 2033                            | 8                               | 20                              | 1                               | —                               | —                               |
| 8                               | Ziggy Wild                      | «Lean on Me»                    | Английский                      | «Обопрись на меня»              | 52                              | 5                               | 933                             | 2                               | 7                               | 8                               | 898                             | 6                               |
| 9                               | Уудо Сепп                       | «I’m Sorry. I Messed Up»        | Английский                      | «Извините. Я всё испортил»      | 57                              | 7                               | 826                             | 1                               | 8                               | 7                               | 1760                            | 2                               |
| 10                              | Traffic                         | «Üks kord veel»                 | Эстонский                       | «Ещё раз»                       | 69                              | 10                              | 1522                            | 6                               | 16                              | 3                               | —                               | —                               |
| 11                              | SHIRA                           | «Out in Space»                  | Английский                      | «В космосе»                     | 47                              | 4                               | 1400                            | 5                               | 9                               | 6                               | 1947                            | 1                               |
| 12                              | Mariliis Jõgeva                 | «Unistustes»                    | Английский                      | «Во сне»                        | 33                              | 3                               | 2353                            | 10                              | 13                              | 5                               | 516                             | 7                               |

### Финал
Финал состоялся 29 февраля 2020 года в Саку-суурхалль в Таллине, провели его Карл-Эрик Таукар и Тынис Ниинеметс. В финал прошли 12 песен, по пять из обоих полуфиналов. В первом раунде голосовали жюри и телезрители (соотношение 50/50), отобрав три лучшие песни. Три из них, занявшие первые два места в первом раунде, проходят в суперфинал, где определяется победитель. Ими стали «What Love Is» в исполнении Уку Сувисте, «Write About Me» в исполнении Anett x Fredi и Beautiful Lie" в исполнении Яагупа Туиска. Публичное телеголосование в первом раунде зарегистрировало 47,082 голосов. В суперфинале победил Уку Сувисте с песней «What Love Is». Публичное телеголосование в суперфинале зарегистрировало 49,216 голосов. В жюри вошли Мадс Эндгаард, Принс Чарльз Александер, Сильвия Масси, Феликс Бергссон, Даниэль Кантор, Фреди Лунден, KAZKA, Кимбра и Брайан Генри.
| Финал — 29 февраля 2020 | Финал — 29 февраля 2020     | Финал — 29 февраля 2020  | Финал — 29 февраля 2020 | Финал — 29 февраля 2020    | Финал — 29 февраля 2020 | Финал — 29 февраля 2020 | Финал — 29 февраля 2020 | Финал — 29 февраля 2020 | Финал — 29 февраля 2020 | Финал — 29 февраля 2020 |
| Номер                   | Артист                      | Песня                    | Язык                    | Перевод                    | Жюри                    | Жюри                    | Телеголосование         | Телеголосование         | Всего                   | Место                   |
| ----------------------- | --------------------------- | ------------------------ | ----------------------- | -------------------------- | ----------------------- | ----------------------- | ----------------------- | ----------------------- | ----------------------- | ----------------------- |
| 1                       | Inger                       | «Only Dream»             | Английский              | «Только мечтать»           | 32                      | 2                       | 2762                    | 5                       | 7                       | 8                       |
| 2                       | Расмус Ряндвее              | «Young»                  | Английский              | «Молодой»                  | 23                      | 1                       | 999                     | 0                       | 1                       | 12                      |
| 3                       | Stefan                      | «By My Side»             | Английский              | «Рядом со мной»            | 48                      | 6                       | 1948                    | 2                       | 8                       | 7                       |
| 4                       | Synne Valtri feat. Väliharf | «Majakad»                | Эстонский               | «Маяки»                    | 19                      | 0                       | 2758                    | 4                       | 4                       | 9                       |
| 5                       | Уудо Сепп                   | «I’m Sorry. I Messed Up» | Английский              | «Извините. Я всё испортил» | 38                      | 3                       | 991                     | 0                       | 3                       | 10                      |
| 6                       | Уку Сувисте                 | «What Love Is»           | Английский              | «Что такое любовь»         | 56                      | 7                       | 16880                   | 12                      | 19                      | 2                       |
| 7                       | SHIRA                       | «Out in Space»           | Английский              | «В космосе»                | 58                      | 8                       | 2236                    | 3                       | 11                      | 6                       |
| 8                       | Ziggy Wild                  | «Lean on Me»             | Английский              | «Обопрись на меня»         | 87                      | 12                      | 3469                    | 7                       | 19                      | 3                       |
| 9                       | Jaagup Tuisk                | «Beautiful Lie»          | Английский              | «Красивая ложь»            | 65                      | 10                      | 5259                    | 10                      | 20                      | 1                       |
| 10                      | Traffic                     | «Üks kord veel»          | Эстонский               | «Ещё раз»                  | 46                      | 5                       | 3271                    | 6                       | 11                      | 5                       |
| 11                      | Egert Milder                | «Georgia (On My Mind)»   | Английский              | «Грузия (У меня на уме)»   | 38                      | 4                       | 5005                    | 8                       | 12                      | 4                       |
| 12                      | Лаура                       | «Break Me»               | Английский              | «Сломай меня»              | 12                      | 0                       | 1504                    | 1                       | 1                       | 11                      |

| 1  | «Only Dream»             | 10 | 2  | 2  | 7  | 4  |    | 4  |    | 3  | 32 | 2  |
| 2  | «Young»                  | 5  | 1  |    | 5  |    | 4  | 1  | 2  | 5  | 23 | 1  |
| 3  | «By My Side»             | 8  | 12 | 4  |    | 2  | 6  | 3  | 6  | 7  | 48 | 6  |
| 4  | «Majakad»                | 1  |    | 8  | 1  | 5  | 1  |    | 3  |    | 19 | 0  |
| 5  | «I’m Sorry. I Messed Up» | 7  | 6  | 1  | 3  | 7  | 5  | 5  |    | 4  | 38 | 3  |
| 6  | «What Love Is»           | 2  | 4  | 12 | 12 | 1  | 8  | 10 | 1  | 6  | 56 | 7  |
| 7  | «Out in Space»           | 4  | 10 | 10 | 4  | 6  | 3  | 8  | 5  | 8  | 58 | 8  |
| 8  | «Write About Me»         | 6  | 8  | 7  | 8  | 12 | 10 | 12 | 12 | 12 | 87 | 12 |
| 9  | «Beautiful Lie»          | 12 | 7  | 3  | 10 | 10 | 7  | 2  | 4  | 10 | 65 | 10 |
| 10 | «Üks kord veel»          | 3  | 5  | 6  | 6  | 8  | 2  | 7  | 8  | 1  | 46 | 5  |
| 11 | «Georgia (On My Mind)»   |    | 3  | 5  | 2  |    | 12 | 6  | 10 |    | 38 | 4  |
| 12 | «Break Me»               |    |    |    |    | 3  |    |    | 7  | 2  | 12 | 0  |

| Суперфинал — 29 февраля 2020 | Суперфинал — 29 февраля 2020 | Суперфинал — 29 февраля 2020 | Суперфинал — 29 февраля 2020 | Суперфинал — 29 февраля 2020 | Суперфинал — 29 февраля 2020 | Суперфинал — 29 февраля 2020 |
| Номер                        | Артист                       | Песня                        | Язык                         | Перевод                      | Телеголосование              | Место                        |
| ---------------------------- | ---------------------------- | ---------------------------- | ---------------------------- | ---------------------------- | ---------------------------- | ---------------------------- |
| 1                            | Уку Сувисте                  | «What Love Is»               | Английский                   | «Что такое любовь»           | 33582 (68 %)                 | 1                            |
| 2                            | Anett x Fredi                | «Write About Me»             | Английский                   | «Напиши обо мне»             | 7690 (16 %)                  | 3                            |
| 3                            | Jaagup Tuisk                 | «Beautiful Lie»              | Английский                   | «Красивая ложь»              | 7944 (16 %)                  | 2                            |

## Евровидение 2020
Согласно правилам Евровидения, все страны, за исключением принимающей страны и "Большой пятёрки" (Франция, Германия, Италия, Испания и Великобритания), должны пройти отбор в одном из двух полуфиналов, чтобы побороться за выход в финал; десять лучших стран из каждого полуфинала — окончательный переход к финалу. Европейский вещательный союз (ЕВС) разделил страны-участницы на шесть различных групп на основе моделей голосования на предыдущих конкурсах, причем страны с благоприятной историей голосования были помещены в одну группу. 28 января 2020 года была проведена специальная жеребьёвка, в результате которой каждая страна попала в один из двух полуфиналов, а также в какой половине шоу они выступят. Эстония попала во второй полуфинал, который должен был состояться 14 мая 2020 года, и должна была выступить в первой половине шоу. Однако из-за пандемии коронавируса конкурс был отменён. Уку Сувисте впоследствии принял участие в Eesti Laul 2021 с новой песней.
Эстония должна была выступить под вторым номером, после участия Греции и перед участием Австрии.